# دينو ريسي
دينو ريسي (بالإيطالية: Dino Risi)‏ (و. 1917 – 2008 م) هو مخرج أفلام، وكاتب سيناريو، وطبيب نفسي إيطالي، ولد في ميلانو، توفي في روما، عن عمر يناهز 91 عاماً، بسبب سرطان.

## التعليم
تعلم في جامعة روما سابينزا، وجامعة ميلانو.

## جوائز وترشيحات
حصل على جوائز منها:
- جائزة سيزر لأفضل فيلم أجنبي، عن عمل: Scent of a Woman (1974 film) [الإنجليزية]‏ (1975).

ترشح لـ:
- جائزة الأوسكار لأفضل كتابة "سيناريو مقتبس"، عن عمل: Scent of a Woman (1974 film) [الإنجليزية]‏.

## وصلات خارجية
- دينو ريسي على موقع IMDb (الإنجليزية)
- دينو ريسي على موقع روتن توميتوز (الإنجليزية)
- دينو ريسي على موقع ألو سيني (الفرنسية)
- دينو ريسي على موقع تيرنر كلاسيك موفيز (الإنجليزية)
- دينو ريسي على موقع أول موفي (الإنجليزية)
- دينو ريسي على موقع قاعدة بيانات الأفلام السويدية (السويدية)
- دينو ريسي على موقع إن إن دي بي (الإنجليزية)
- دينو ريسي على موقع ديسكوغز (الإنجليزية)
- دينو ريسي على موقع قاعدة بيانات الفيلم (الإنجليزية)
- دينو ريسي على موقع كينوبويسك (الروسية)